# Ghansor
Ghansor är en ort i Indien.   Den ligger i distriktet Seonī och delstaten Madhya Pradesh, i den centrala delen av landet, 700 km söder om huvudstaden New Delhi. Ghansor ligger 566 meter över havet och antalet invånare är 6 597.
Terrängen runt Ghansor är huvudsakligen platt. Ghansor ligger uppe på en höjd. Runt Ghansor är det ganska tätbefolkat, med 129 invånare per kvadratkilometer. Det finns inga andra samhällen i närheten. I omgivningarna runt Ghansor växer huvudsakligen savannskog.